# Appaleptoneta silvicultrix
Espèce
Synonymes
- Leptoneta silvicultrix Crosby & Bishop, 1925

Appaleptoneta silvicultrix est une espèce d'araignées aranéomorphes de la famille des Leptonetidae.

## Distribution
Cette espèce est endémique des États-Unis. Elle se rencontre dans le comté de Lee en Virginie et dans les comtés de Buncombe et de Swain en Caroline du Nord.

## Description
Le mâle holotype mesure 1,2 mm et une femelle paratype 1,4 mm.

## Publication originale
- Crosby & Bishop, 1925 : Two new spiders from the Blue Ridge Mountains of North Carolina.  Entomological News, vol. 36, no 5, p. 142-146 (intégral).